# Gonospora longissima
Gonospora longissima is een soort in de taxonomische indeling van de Myzozoa, een stam van microscopische parasitaire dieren. Het organisme komt uit het geslacht Gonospora en behoort tot de familie Urosporidae. Gonospora longissima werd in 1898 ontdekt door Caullery & Mesnil.